# سنگ‌نوشته‌های تونیوکوک
کتیبه‌های تونیوکوک که کتیبه‌های باین تسوکتو نیز خوانده می‌شوند، سنگ‌نوشته‌هایی به زبان ترکی مربوط به سده‌ی هشتم میلادی هستند که در مغولستان امروزی قرار دارند. آنها کهن‌ترین گواهی‌های مکتوب خانواده زبان‌های ترکی هستند که چندین سال، پیش از دیگر کتیبه‌های اورخون نوشته شده‌اند.

## جغرافیا
کتیبه‌ها در دره‌ی رودخانه‌ی تول در جنوب شرقی اولان‌باتور و نالایخ هستند.
هرچند کتیبه‌های اورخون در ۳۶۰کیلومتریِ غربِ باین تسوکتو قرار دارند اما برخی سنگ‌نوشته‌ی تونیوکوک را بخشی از سنگ‌نوشته‌های اورخون در نظر می‌گیرند.

## تاریخچه
این سنگ‌نوشته‌ها درباره‌ی تونیوکوک، مشاورِ چهار خاقانِ ترک (ایلتریش‌خاقان، کاپاغان‌خاقان، اینِل‌خاقان و بیلگَه‌خاقان) مربوط به دومین خاقانات ترک هستند. تونیوکوک در دهه‌ی ۷۲۰ میلادی مُرد. این سنگ‌نوشته‌ها را خود تونیوکوک در سال ۷۱۶ میلادی برپا کرده‌است درحالی که سنگ‌نوشته‌های اورخون پس از مرگ او نوشته شده‌اند. راوی، خودِ تونیوکوک است. نوشته‌های این کتیبه در دو ستون اند. نوشته‌های آن به الفبای قدیم ترکی هستند.

## خلاصه‌ی نوشته

### ستون نخست(۳۵خط)

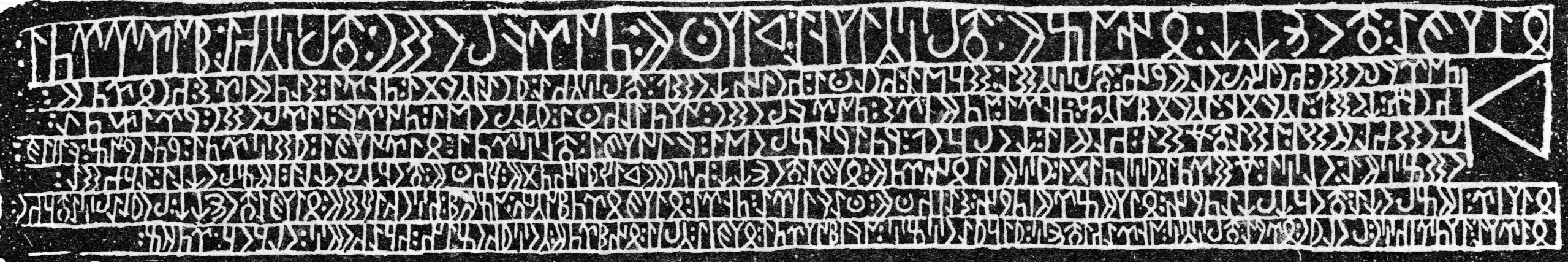

بخش غربی: شورش ترکان علیه سلسله تانگ در سال ۶۸۱. (پس از اینکه تانگ ترک‌ها را در سال ۶۳۰ تحت سلطه‌ی خود درآورد.)
بخش جنوبی: جنگ علیه اوغوز شرقی
بخش شرقی: تصرف ۲۳ شهر و برنامه‌ریزی برای پادحمله علیه اتحاد احتمالی همسایگان(تانگ، اونوک و قرقیزهای ینیسی)
بخش شمالی: شکست قرقیزهای ینیسی(در شمال) و لشکرکشی به سمت تورگِش (منطقه اونوک در غرب)

### ستون دوم(۲۷خط)
بخش غربی: جنگ بُلچو علیه تورگِش در ۷۱۱ میلادی و الحاق سرزمین اونوک(تقریباً ترکستان کنونی)
بخش جنوبی: روایت الحاق تِمیرکاپیگ، هفت لشگرکشی ایلتریش‌خاقان به مردم ختن(در شرق)، هفده لشگرکشی به تانگ(در جنوب)، پنج لشگرکشی به ترکان اوغوز
بخش شرقی: تونیوکوک خود را به خاطر کمک‌های ارزشمندش به خاقان می‌ستاید و می‌افزاید که دارد پیر می‌شود
بخش شمالی: پس از پیروزی‌ها، ترکان با شادی زندگی می‌کنند.